# Banjani (Crnogorci)
Banjani, crnogorskom plemenu Banjani domovina je istoimeno područje (nekadašnja 'opštine' Banjsko-vučedolska), koje se prostire na kojih 380 četvornih kilometara, u omeđen brdima Zaljuta, Bradina, Vardar, Golo brdo. Prvi puta u povijesti se spominju 1319. godine, a Crnoj Gori pripali su tek odlukom Berlinskog kongresa 1878. Banjani su po svoj prilici bili snažno pleme koje je moglo imati oko 14.000 duša, a organizirani su po brojnim bratstvima među kojima su najsnažniji Koprivice (Koprivica), za koje Željko Vukmirović, po pričama iz druge ruke, navodi da bi ih danas raseljenih po svijetu i u Banjanima moglo biti oko 8.000. Sela ovog bratstva su Renovac, Čista Vlaka, Crni Kuk, Brekovac i još neka. 
Ostala bratstva su Mirkovići i Perovići u selu Macavare; Ognjenovići u selu Rusenovići; Milovići i Miljanići iz Dubočke; Papići i Radojevići u Velimlju; Bijelovići, već spomenuti Milovići i Radojevići u selu Podljut; Baćovići, selo Klenak. 
U Banjanima se nalazi i arheološko nalazište Crvena Stijena. Poznatiji pripadnik Banjana je pisac Živko Đurković.
Ne smiju se brkati sa starim hrvatskim plemenom Banjani iz župe Mali Pset (današnja Bosanska Krupa).